# جک بیوکانن
جک بیوکانن (انگلیسی: Jack Buchanan؛ ‏ ۲ آوریل ۱۸۹۱ – ۲۰ اکتبر ۱۹۵۷) بازیگر، کارگردان فیلم، تهیه‌کننده فیلم، کارگردان نمایش، خواننده و فیلم‌نامه‌نویس اهل پادشاهی متحد بریتانیای کبیر و ایرلند بود.
از فیلم‌ها یا برنامه‌های تلویزیونی که وی در آن نقش داشته‌است، می‌توان به نمایش نمایش‌ها، مونتکارلو، واگن دسته موزیک، پاریس، پایان خوش، و مادامی که آنها خوشحال هستند اشاره کرد.